# Hermann von Oppeln-Bronikowski
Hermann Leopold August von Oppeln-Bronikowski, född 2 januari 1899 i Berlin, död 19 september 1966 i Gaißach, var en tysk ryttare.
Han blev olympisk mästare i dressyr vid sommarspelen 1936 i Berlin.